# Los Palacios, Oaxaca
Los Palacios är en ort i Mexiko.   Den ligger i kommunen San Felipe Jalapa de Díaz och delstaten Oaxaca, i den sydöstra delen av landet, 300 km sydost om huvudstaden Mexico City. Los Palacios ligger 121 meter över havet och antalet invånare är 235.
Terrängen runt Los Palacios är platt åt nordost, men åt sydväst är den kuperad. Runt Los Palacios är det ganska glesbefolkat, med 39 invånare per kvadratkilometer. Närmaste större samhälle är Isla Soyaltepec, 12,4 km norr om Los Palacios. Omgivningarna runt Los Palacios är en mosaik av jordbruksmark och naturlig växtlighet.